# Molua
Molua är ett vattendrag i Kongo-Kinshasa, som mynnar i Kongofloden vid Bumba. Det rinner genom provinsen Mongala, i den norra delen av landet, 1 100 km nordost om huvudstaden Kinshasa. Det har gett namn åt sektorn Molua i territoriet Bumba.